# السياج الحدودي بين مصر وإسرائيل

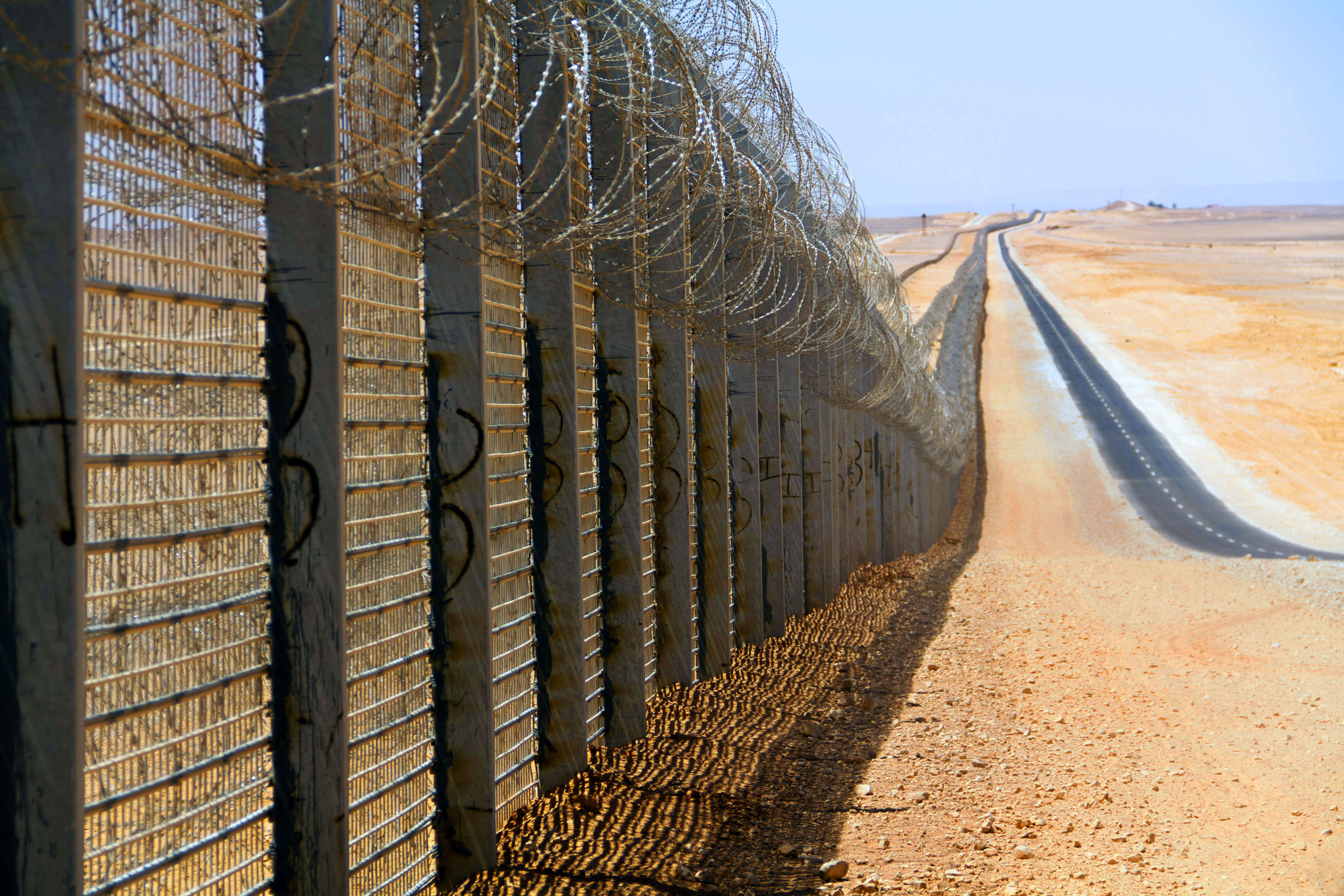
المقطع الجديد من السياج شمال ايلات

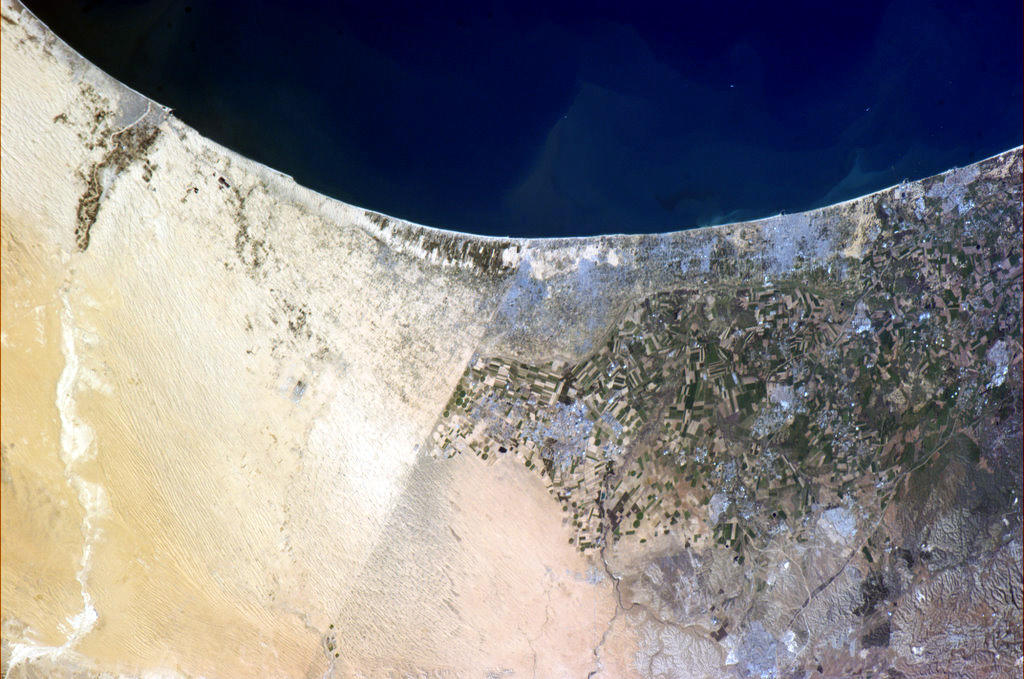
الحدود بين مصر (على الجانب الأيسر) وغزة وإسرائيل (على الجانب الأيمن) هي واحدة من الحدود القليلة التي يمكن رؤيتها من الفضاء. تقع مدينة رفح، المقسمة بالحدود إلى جزء مصري وجزء من غزة، في وسط الصورة. الاختلاف في ظلال التضاريس في المناطق غير المزروعة هو نتيجة الرعي الجائر على الجانب المصري من الحدود. الصورة مأخوذة من محطة الفضاء الدولية.

الحاجز بين مصر وإسرائيل أو السياج الحدودي بين مصر وإسرائيل (بالعبرية: שְׁעוֹן הַחוֹל‏) هو جدار حدودي أقامته إسرائيل على طول حدودها مع مصر. كانت في الأصل محاولة للحد من تدفق المهاجرين غير الشرعيين من البلدان الأفريقية. بدأ البناء في 22 نوفمبر 2010. ومع ذلك، في أعقاب زيادة حركة المتمردين عبر الحدود الجنوبية في عام 2011 في أعقاب ثورة 25 يناير، قامت إسرائيل بتحديث مشروع الحاجز الفولاذي ليشمل الكاميرات والرادار وكاشفات الحركة. في يناير 2013، تم الانتهاء من بناء الحاجز في قسمه الرئيسي. تم الانتهاء من القسم الأخير من السياج في ديسمبر 2013.
أرسل عدد من الدول، بما في ذلك الولايات المتحدة والهند، وفودًا إلى إسرائيل لدراسة أمن الحدود والتقنيات المختلفة التي يستخدمها الجيش الإسرائيلي لتأمين حدود إسرائيل، بما في ذلك الحدود الإسرائيلية المصرية. قد تطبق بعض هذه البلدان هذه التقنيات كجزء من الأسوار الحدودية الخاصة بها.
الحاجز يبلغ حوالي 246 كم طولاً،  استغرق بناء السياج الممتد من رفح إلى إيلات ثلاث سنوات، بتكلفة تقدر بـ 1.6 مليار شيكل (450 مليون دولار)، مما يجعله أحد أكبر المشاريع في تاريخ إسرائيل.

## الخلفية

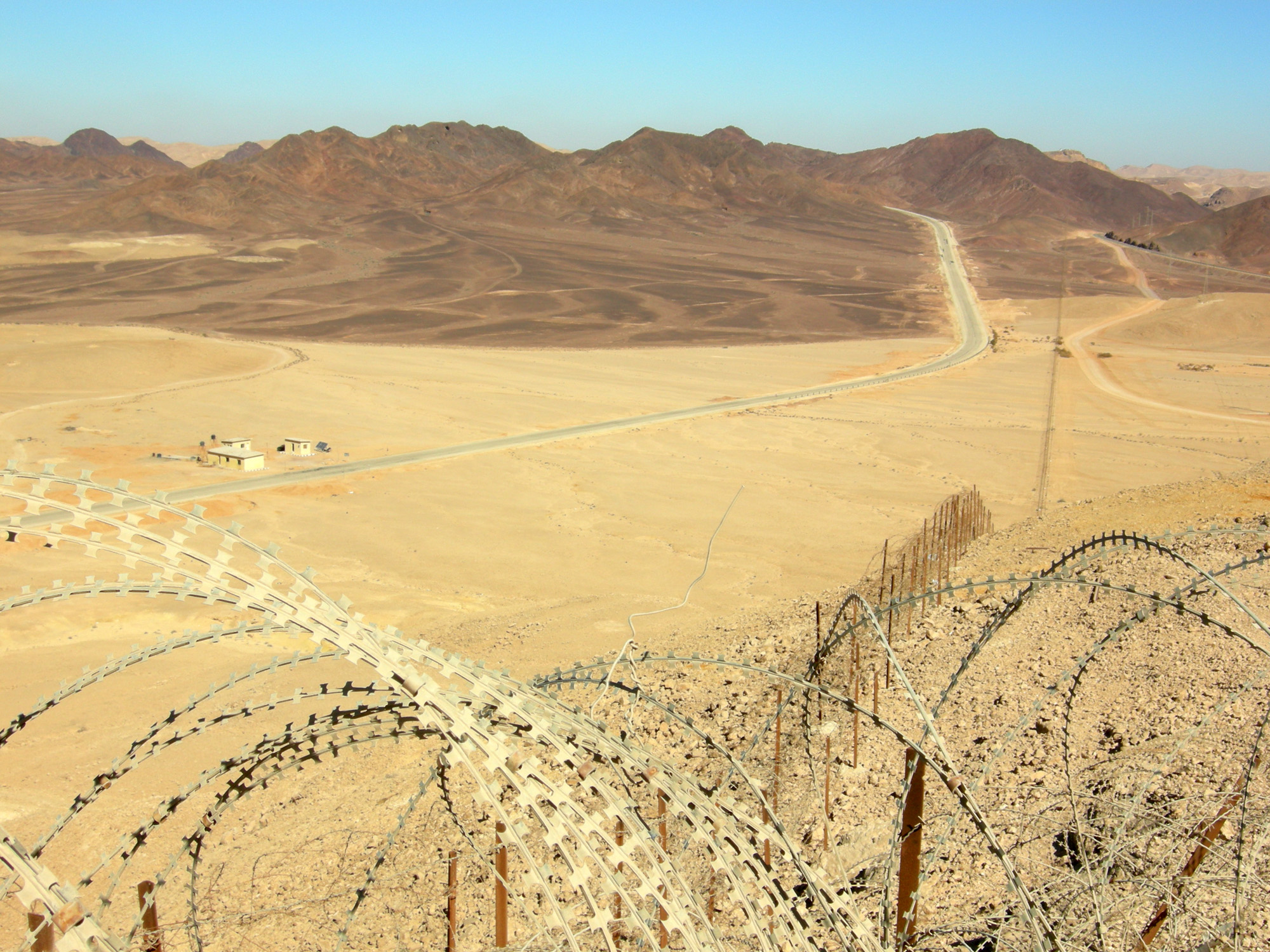
السياج الحدودي القديم بين مصر وإسرائيل، شمال إيلات.

كان السياج القديم الصدئ موجودًا في صحراء النقب على طول حدود شبه جزيرة سيناء المصرية مع اسرائيل ، ويعمل بشكل أساسي كعلامة بين البلدين. لطالما كان تهريب السجائر والمخدرات على الإبل من قبل البدو الذين تمتد أراضيهم القبلية عبر الحدود، مشكلة طويلة الأمد. في ديسمبر 2005، أدت عمليات التسلل المسلحة إلى إسرائيل على طول الحدود المليئة بالثغرات إلى دعوات لبناء جدار أمني. قررت الحكومة الإسرائيلية في أواخر العقد الأول من القرن الحالي بناء الجدار الفاصل.

## البناء

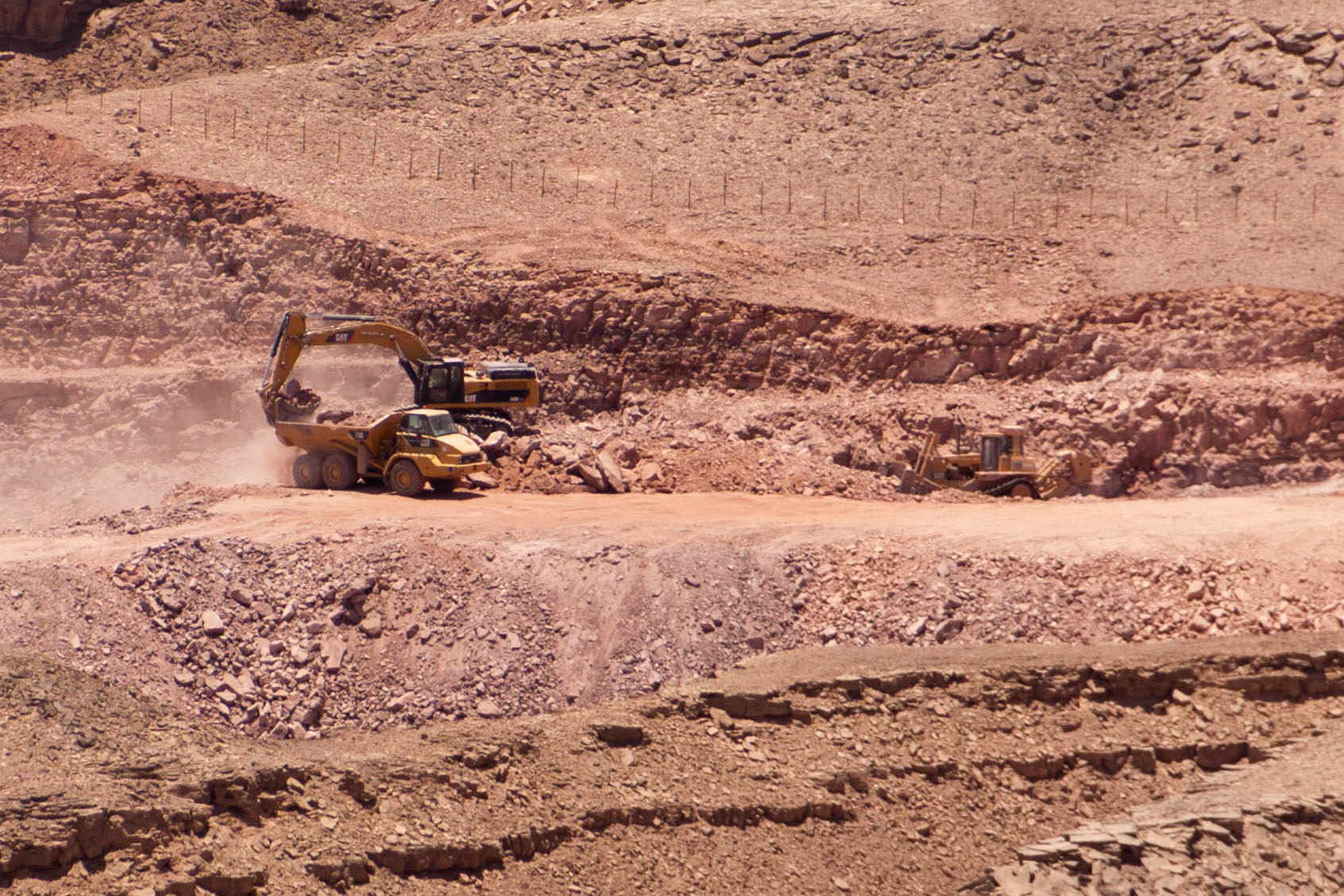
بناء سور جبال إيلات

يتكون السياج من طبقتين من السياج، إحداهما بسلك شائك. يتضمن الهيكل تركيب معدات مراقبة متطورة. في النهاية سيتم إغلاق الحدود بأكملها. التكلفة التقديرية للمشروع 1.6 مليار شيكل (450 مليون دولار).
في مارس 2012، ما يقرب من 105كم من السياج تم بناءه من قبل 30 مقاولا يعملون في نفس الوقت ويقومون ببناء عدة مئات من الأمتار من السياج كل يوم. كان الهدف إنهاء الـ 135 كم المتبقية، بما في ذلك تلك التي تمر عبر منطقة جبل سيناء، في عام 2012. تم الانتهاء من 230 كم في يناير 2013. اكتمل المشروع في ديسمبر 2013.

## التأثير على الدخول غير المشروع

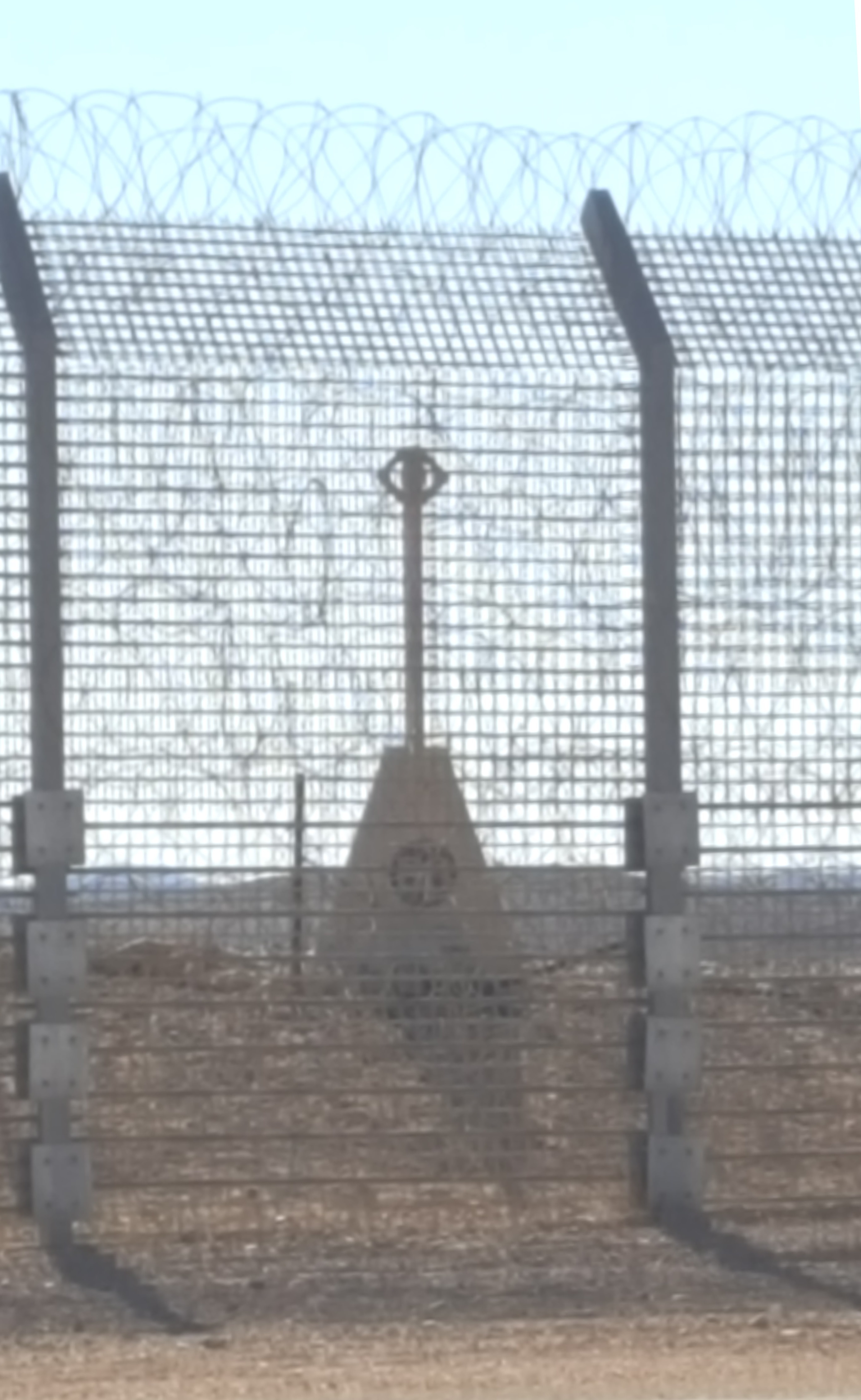
الحاجز في عام 2017

في حين دخل 9570 مواطنًا من دول أفريقية مختلفة إسرائيل بشكل غير قانوني في النصف الأول من عام 2012، قام 34 فقط بنفس الشيء في الأشهر الستة الأولى من عام 2013، بعد الانتهاء من بناء الجزء الرئيسي من الجدار. بعد الانتهاء من بناء السياج بالكامل، انخفض عدد المهاجرين العابرين إلى 16 في عام 2016.